# Consejería de Universidad, Investigación e Innovación de la Junta de Andalucía
La Consejería de Universidad, Investigación e Innovación es el departamento de la Junta de Andalucía encargado de las competencias autonómicas en materia de enseñanza universitaria; el fomento y la coordinación de la investigación científica y técnica y la transferencia del conocimiento y la tecnología en el Sistema Andaluz del Conocimiento; el apoyo a la innovación tecnológica y la inversión empresarial en materia tecnológica así como el desarrollo de la cultura emprendedora y del emprendimiento tecnológico en la Comunidad Autónoma.
Recibe este nombre desde el inicio de la XII legislatura (2022-2026).
El titular de la consejería y máximo responsable es José Carlos Gómez Villamandos y tiene su sede en la calle Johannes Kepler, 1, en la isla de La Cartuja (Sevilla). 

## Historia
La Consejería de Universidad, Investigación e Innovación fue creada el 26 de julio de 2022, día de entrada en vigor mediante publicación en el BOJA del Decreto del Presidente 10/2022, de 25 de julio, sobre reestructuración de Consejerías. En su artículo 8 se establece que     

"Corresponden a la Consejería de Universidad, Investigación e Innovación las competencias actualmente adscritas a la Consejería de Transformación Económica, Industria, Conocimiento y Universidades en materia de Universidad, Investigación e Innovación. Asimismo, le corresponden las competencias en materia de emprendimiento".
Decreto del Presidente 10/2022, de 25 de julio, sobre reestructuración de Consejerías

## Estructura
De acuerdo con el Decreto 158/2022, de 9 de agosto, por el que se regula la estructura orgánica de la Consejería de Universidad, Investigación e Innovación, la Consejería, bajo la superior dirección de su titular, se estructura para el ejercicio de sus competencias a través de los siguientes órganos directivos centrales: 
- Viceconsejería. 
  - Secretaría General de Universidades.
    - Dirección General de Coordinación Universitaria.

  - Secretaría General de Investigación e Innovación.
    - Dirección General de Planificación de la Investigación.
    - Dirección General de Fomento de la Innovación.

  - Secretaría General Técnica.
  - Dirección General de Fomento del Emprendimiento y la Formación Continua.

### Entes adscritos a la Consejería
Quedan adscritas a la Consejería las siguientes entidades:
- Agencia para la Calidad Científica y Universitaria de Andalucía (ACCUA) (adscrita a través de la Secretaría General de Universidades).
- Agencia Andaluza del Conocimiento (adscrita a través de la Viceconsejería).
- Parque Científico y Tecnológico Cartuja, S.A. (adscrito a través de la Secretaría General de Investigación e Innovación).
- Parque Tecnológico y Aeronáutico de Andalucía, S.L. (AERÓPOLIS) (adscrito a través de la Secretaría General de Investigación e Innovación a esta Consejería y también a la Consejería de Política Industrial y Energía).
- Fundación Pública Andaluza Parque Tecnológico de Ciencias de la Salud de Granada (adscrito a través de la Secretaría General de Investigación e Innovación).
- Parque Tecnológico de Andalucía, S.A. (adscrito a través de la Secretaría General de Investigación e Innovación).
- Consejo Andaluz de Universidades (adscrita a través de la Secretaría General de Universidades).
- Comisión Interdepartamental para la Cultura Emprendedora (adscrita a través de la Dirección General de Fomento del Emprendimiento y la Formación Continua).
- Consejo Asesor de Estudiantes Universitarios de Andalucía (adscrito a través de la Dirección General de Coordinación Universitaria).
- Centro Informático Científico de Andalucía (CICA) (adscrito a través de la Secretaría General de Investigación e Innovación).
- Red Informática Científica de Andalucía (RICA) (adscrita a través de la Secretaría General de Investigación e Innovación).
- Sistema de Información Científica de Andalucía (SICA) (adscrito a través de la Secretaría General de Investigación e Innovación).